# Mark Nichols
Pour les articles homonymes, voir Nichols.
Mark Nichols (né le 1er janvier 1980 à Labrador City, Terre-Neuve-et-Labrador) est un curler canadien. Nichols avec ses coéquipiers Russ Howard, Brad Gushue, Jamie Korab et Mike Adam représente le Canada aux Jeux olympiques d'hiver de 2006, et gagne la médaille d'or. 
Il est médaillé d'or au Championnat du monde de curling masculin 2017 et médaillé d'argent au Championnat du monde de curling masculin 2018.